# Pepita Tudó
Josefa Petra Francisca de Paula de Tudó y Catalán, Alemany y Luesia (Cádiz, 19 de mayo de 1779-Madrid, 7 de septiembre de 1869), más conocida como Pepita Tudó o Josefina Tudó, fue princesa de Bassano, como esposa de Manuel Godoy, y I condesa de Castillo Fiel y I vizcondesa de Rocafuerte, por nombramiento de Carlos IV. Es célebre por su prolongada convivencia con Godoy, así como por el hecho de haberse afirmado sin ningún apoyo documental o de otro género que pudiese haber servido de modelo a Francisco de Goya para la realización de sus dos «majas», La maja vestida y La maja desnuda.

## Biografía

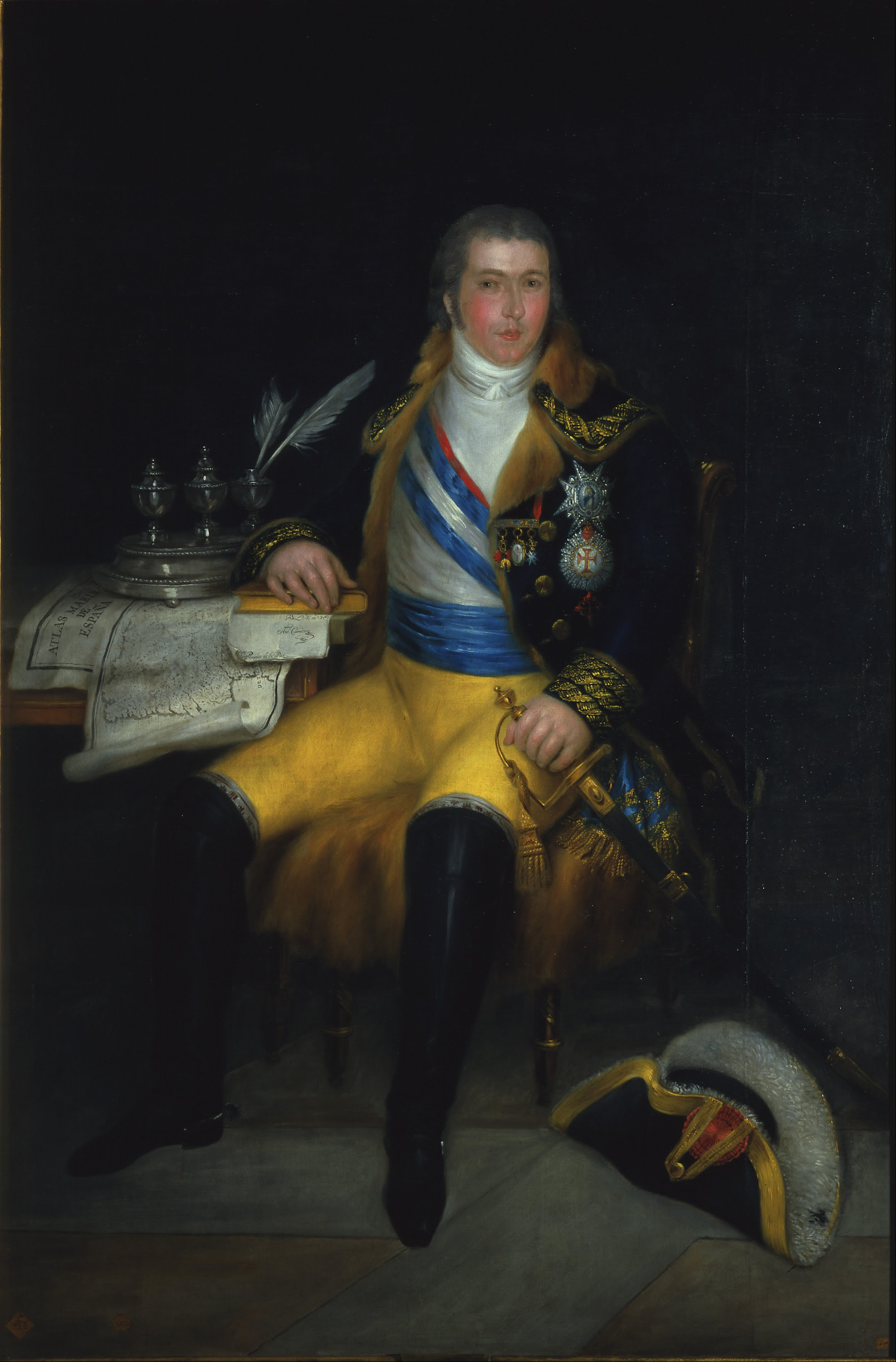
Antonio Carnicero. Manuel de Godoy. c. 1807-1808. Museo de la Real Academia de Bellas Artes de San Fernando, Madrid.

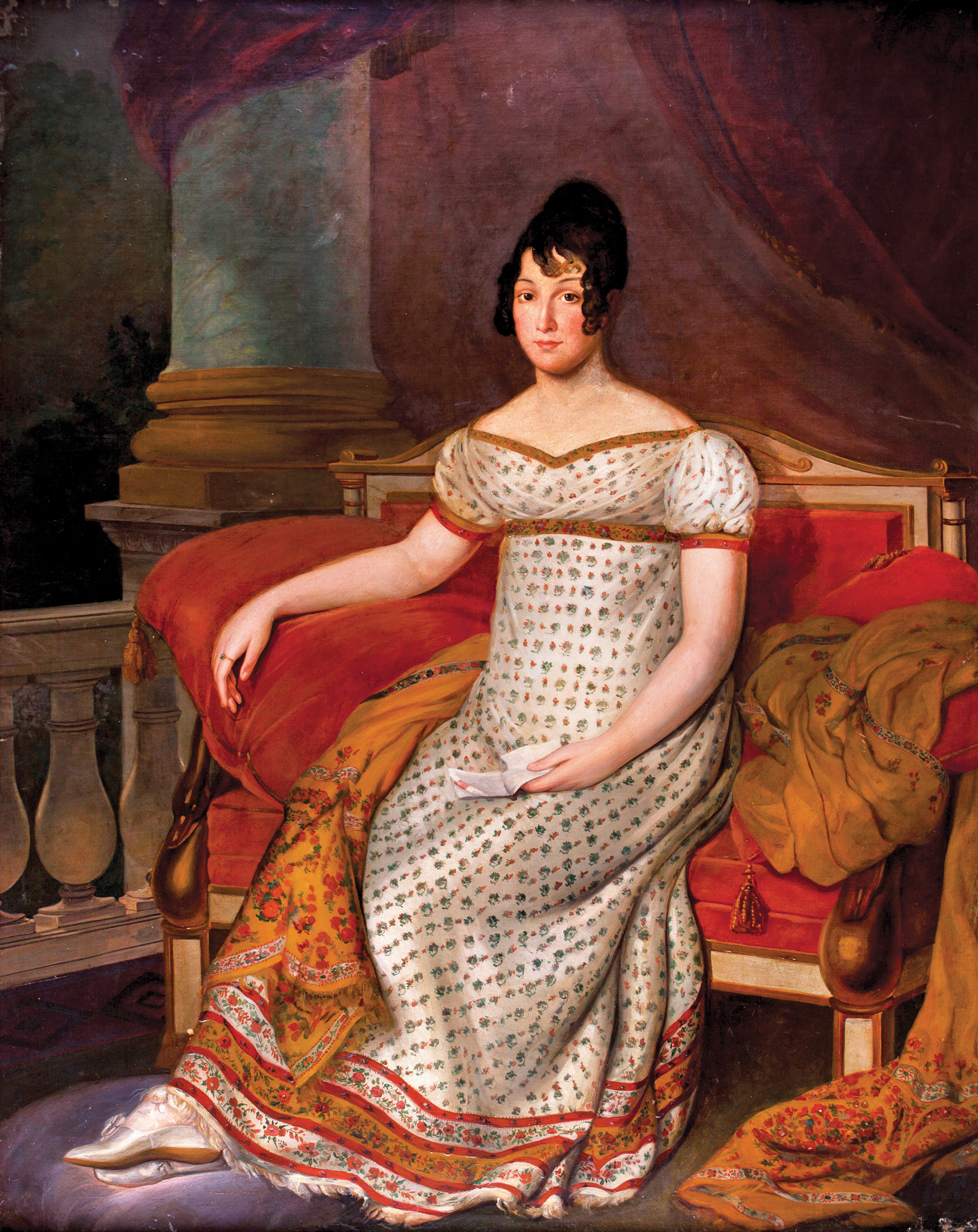
José de Madrazo. Retrato de doña Josefa Tudó, Condesa de Castillo Fiel. c. 1810-1815.

Josefa Tudó era hija de Antonio de Tudó y Alemany, y su esposa Catalina de Catalán y Luesia, y hermana de María Magdalena y María del Socorro, futura marquesa de Stefanoni.
Su padre, capitán de artillería en Cádiz, había sido nombrado en 1795 brigadier y segundo teniente de la Guardia de Corps en Madrid, llegando en 1797 a intendente del Palacio del Buen Retiro de la capital, donde falleció poco más tarde.
Al parecer, tras su muerte, las cuatro mujeres comienzan a vivir bajo la protección de Manuel Godoy, al que Catalina había acudido reclamando ciertos pagos atrasados de su viudedad.
Sea como fuese, Pepita era ya amante de Godoy en 1800. La reina, sin embargo, lo obligó a que contrajese matrimonio con María Teresa de Borbón y Vallabriga, XV condesa de Chinchón y I marquesa de Boadilla del Monte, matrimonio que, por otra parte, favorece a ambos cónyuges: a Godoy, en lo económico, y a María Teresa, quien gracias al mismo recupera el apellido Borbón para ella, sus hermanos y sus descendientes.
Gaspar Melchor de Jovellanos, con ocasión de la comida que le ofrece Godoy en el palacio de Grimaldi por haber sido nombrado ministro de Gracia y Justicia, anota la impresión que le supuso ver sentadas a la mesa a las dos mujeres, a la esposa y a la amante, una a cada lado del primer ministro:

A su lado derecho, la princesa; a su izquierdo, Pepita Tudó. Este espectáculo acaba en mi desconcierto. Mi alma no pudo sufrirlo. Ni comí, ni hablé, ni pude sosegar mi espíritu. Huí de allí.

Su influencia en la corte da un paso decisivo cuando, el 14 de julio de 1807, a instancias de Godoy y de la reina, Carlos IV le otorga los títulos de condesa de Castillo Fiel y vizcondesa de Rocafuerte.
Exilio y vida posterior

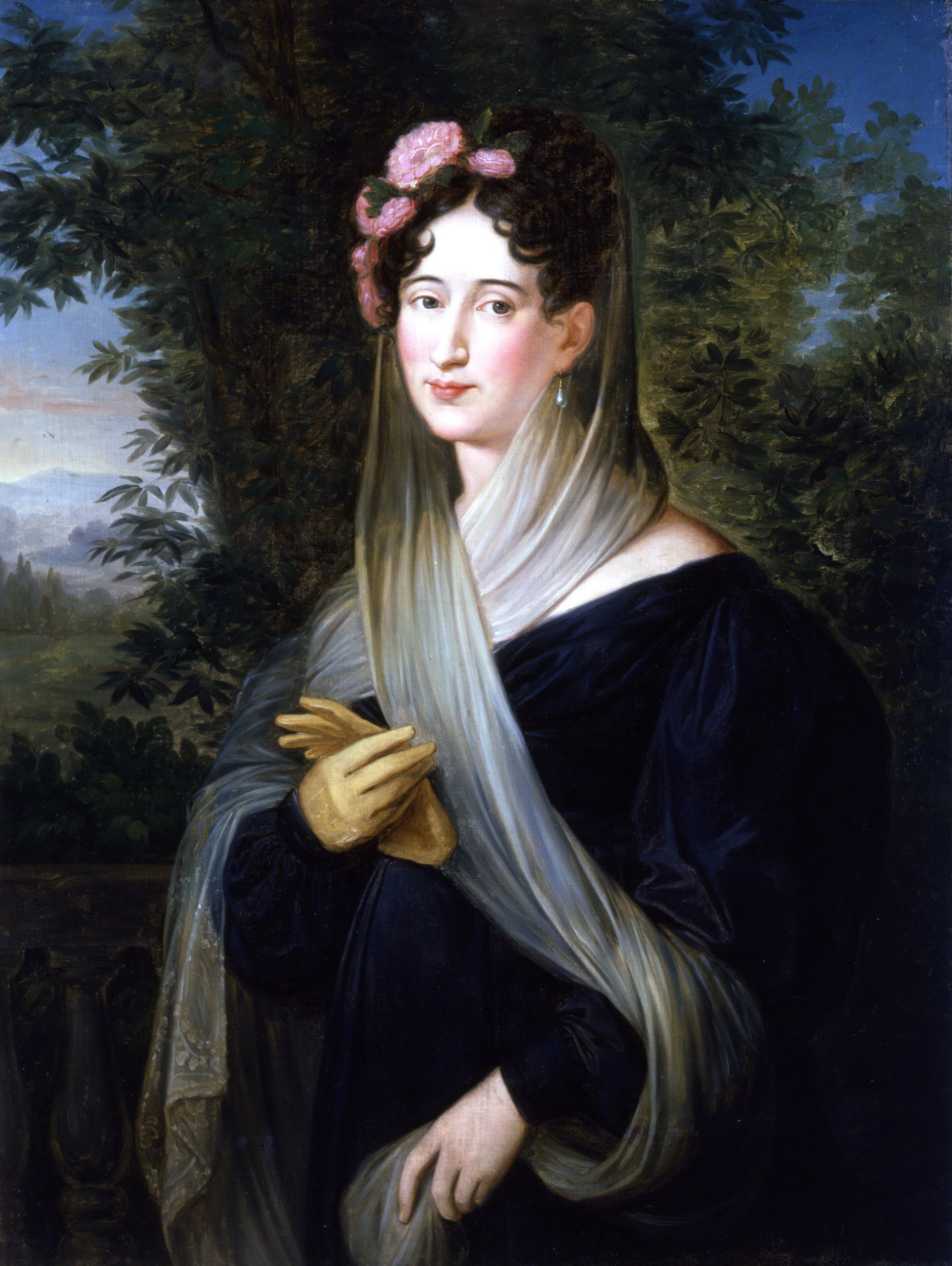
José de Madrazo. Retrato de Doña Josefa Tudó, Condesa de Castillo Fiel, de medio cuerpo en un parque. 1813. Madrid, Real Academia de Bellas Artes de San Fernando.

Antes del 2 de mayo de 1808, los reyes ya habían salido de España. Pepita Tudó y Godoy lo harán más tarde. Su mujer, en cambio, parte sola a París.
El 7 de enero de 1829, tras fallecer la condesa tres meses antes, contraen matrimonio en Roma (parece que el 22 de julio de 1797 habían celebrado una boda secreta en la capilla de El Pardo). Habían tenido dos hijos: Manuel Luis (Madrid, 29 de marzo de 1805-24 de agosto de 1871) y Luis Carlos (1807-Pisa, Italia, 1818). En 1832, Tudó parece convencer a Godoy de que lo mejor que pueden hacer para librarse del acoso de Fernando VII es dejar Roma y trasladarse a París.
Como administradora general de los bienes de su esposo, Josefa no tarda en adquirir suntuosas propiedades, joyas valoradas en más de cuatro millones de francos, así como en solicitar préstamos bancarios (uno de 600 000 francos había sido avalado con parte de las joyas de unos amigos refugiados en Francia). Las deudas, pues, tampoco tardaron en llegar, lo que obligó a Godoy a empeñar cuadros y, más tarde, sus propiedades tanto en Roma como en Francia. Dos años después, en 1834, Tudó regresa a Madrid, al parecer, con el objetivo de rehabilitar la imagen política de Godoy y recuperar los bienes confiscados por Fernando VII, muerto aquel mismo año.
Muerte y lugar de enterramiento
Josefa Tudó falleció en su vivienda de la madrileña calle Fuencarral n.º 22, el 7 de septiembre de 1869, a los 90 años de edad, víctima de las quemaduras producidas por un brasero que prendió su ropa por accidente. Fue sepultada en el Cementerio de San Isidro, en el nicho ubicado en la fila superior de la galería n.º 4 (el sexto por la izquierda), en el patio de la Purísima Concepción:

LA EXCMA.

SRA DA JOSEFA TUDO

Y CΑTΑLΑN.

CONDESA DE CASTILLO-FIEL.

PRINCESA VIUDA DE LA PAZ Y DE BASSANO.

DUQUESA VIUDA DE LA ALCUDIA,

ANTIGUA DAMA DE LA REINA

Y DE LA ORDEN DE MΑRIΑ LUISA.

FΑLLECIΟ EL DΙΑ 7 DE SΕΤIΕΜΒRΕ DE 1869

A LOS 92 [sic] AÑOS DE EDAD.

R. I. P.

## Potestades
| Predecesor: Creación por Carlos IV en 1807 | Condado de Castillo Fiel (1807–1869) | Sucesor: Manuel Luis de Godoy de Bassano y Tudó (1869-1871) |
| Predecesor: Creación por Carlos IV en 1807 | Vizcondado de Rocafuerte (1807–1869) | Sucesor: Manuel Luis de Godoy de Bassano y Tudó (1869-1871) |

## Datos sobre su posible representación enLa maja desnudayLa maja vestidade Goya

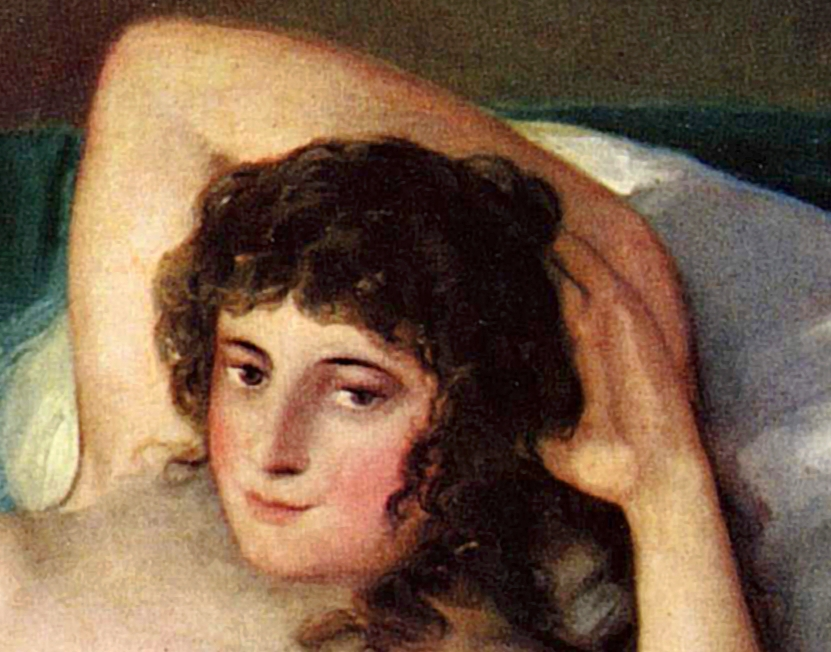
La maja desnuda (detalle del rostro).
c. 1797-1800.

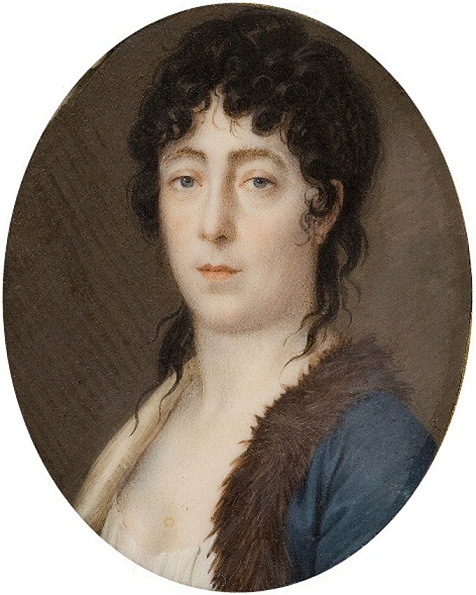
Atribuido a José Alonso del Rivero (copia de cuadro de Guillermo Ducker). Retrato de la Duquesa de Alba (c. 1805), Museo del Prado.

En 1872 (Catálogo descriptivo e histórico del Museo del Prado), Pedro de Madrazo y Kuntz, hijo del también pintor y antiguo director de la pinacoteca José de Madrazo, se limita a decir que el personaje pintado por Goya —«[…] ya con la ropa pegada a las carnes […] ya sin ropa alguna y en sencillo atavío de Eva en el Paraíso terrenal…»— «[…] hubo quien dijo ser el retrato de una gran dama de la corte de María Luisa, muy conocida por su vida galante y romancesca [sic], que distinguió al pintor con su intimidad: suposición maliciosa, desmentida por los retratos auténticos de aquella dama» (la Duquesa de Alba), para afirmar casi a renglón seguido que no faltó quien averiguase que la «[…] graciosa muchacha era la amiga de cierto sujeto que, por el carácter de que se halla revestido (Manuel Godoy), debió abstenerse de semejante calaverada» (Pepita Tudó, fallecida un año antes). En cualquier caso, las ambiguas indicaciones de Madrazo pasaron completamente desapercibidas para los interesados en la vida de Goya.
Pepita podría haber sido ya amante de Godoy en el momento en que los cuadros fueron encargados, y se sabe con certeza que fue este el primer propietario de las obras (en 1808 aparecen registradas entre sus bienes como Gitanas).
El 16 de marzo de 1815, la denominada «Cámara Secreta de la Inquisición», restablecida por Fernando VII tras su vuelta del exilio en Francia, manda comparecer al artista para que les diga quién había sido la modelo y quién le había encargado los cuadros, pero se desconoce la respuesta de Goya, o si, incluso, esta llegó a producirse (al parecer, el asunto quedó definitivamente zanjado gracias a la intervención del cardenal Luis María de Borbón y Vallabriga, con la única salvedad de que La maja desnuda, que había sido calificada de «obscena» por el Santo Oficio, no fuese nunca expuesta al público).
Según otros autores, el pintor aseguró que se trataba de una «gitanilla», amante de un monje «agonizante», ajusticiado por dar muerte a la joven durante un ataque de celos, que se ofreció a posar para las obras y cuyo asombroso parecido con la amante de Godoy hizo aconsejable su emplazamiento en una «cámara reservada».
En 1843, el escritor francés Louis Viardot, que había visto La maja vestida en la Real Academia de San Fernando, dice que (en 1802) «creían que representaba a la duquesa de Alba». Será el también francés Charles Yriarte (Goya: sa biographie, les fresques, les toiles, les tapisseries, les eaux-fortes et le catalogue de l'oeuvre; 1867) quien primero alerte sobre la total desemejanza entre ambas mujeres, teniendo en cuenta, además, que, cuando Goya pintó La maja desnuda hacia 1800, María Teresa tenía ya casi cuarenta años y estaba muy enferma; y que, cuando terminó La maja vestida hacia 1805, ya había muerto.
Sin embargo, la posibilidad de que la duquesa hubiese intervenido en la ejecución de las obras siguió seduciendo a muchos admiradores del artista y estudiosos del mundo del arte hasta el extremo de que, el 17 de abril de 1945, el entonces duque de Alba, Luis Martínez de Irujo, ordenó exhumar los restos de su famosa antepasada con la intención de demostrar que, efectivamente, ni su estructura anatómica ni su edad se correspondían en absoluto con las de La maja desnuda.
Así, tras el informe realizado por los tres doctores que llevaron a cabo la exhumación del cadáver y posterior autopsia, se llegó a la conclusión, entre otras, de que la aristócrata sufría una grave deformación de la columna vertebral (escoliosis) hacia el lado derecho, que le provocaba una notable elevación del hombro del mismo flanco, lo que, evidentemente, nada tenía que ver con la figura de la joven modelo.
También se había asegurado que, debajo del rostro que aparece en la actualidad, se encontraba una imagen de la duquesa, repintada años más tarde. Pero las radiografías realizadas en 1945 por el gabinete de documentación técnica del Museo del Prado demostraron una vez más que, pese a lo llamativo de la hipótesis, no había debajo figura alguna y, por consiguiente, la cabeza de La maja desnuda fue siempre la misma.
Ítem más. Como destaca Artur Lundkvist en su obra, tanto la «maja» desnuda como la vestida presentan dos particularidades morfológicas que las hacen, sin duda, claramente reconocibles: la excesiva separación entre los pechos (canal intermamario demasiado ancho y consiguiente deformación, sobre todo, del izquierdo) y la anormal desproporción entre el talle y la longitud de las piernas, más cortas de lo que correspondería conforme al primero:

[…] acaso la mujer fuera un poco deforme —la cadera torcida y los muslos demasiado cortos—, defectos que el artista ha reproducido implacablemente.

María Teresa, por el contrario, parece que era más «esbelta» que la mayoría. Tanto es así que, cuando en 1843 se procedió al traslado de sus restos a la Sacramental de San Isidro, se descubrió que al menos un pie había sido desmembrado del resto del cuerpo, muy probablemente porque este no cabía en el ataúd.

## Josefa Tudó en la cultura popular

### Cine
| Título original | Fecha de estreno | País   | Director     | Como Francisco de Goya | Como Pepita Tudó  |
| --------------- | ---------------- | ------ | ------------ | ---------------------- | ----------------- |
| The Naked Maja  | 20 dic. 1958     | Italia | Henry Coster | Anthony Franciosa      | Ivana Kislinger   |
| Volavérunt      | 1 oct. 1999      | España | Bigas Luna   | Jorge Perugorría       | Penélope Cruz     |
| Goya en Burdeos | 12 nov. 1999     | España | Carlos Saura | Francisco Rabal        | Cristina Espinosa |

### Teatro
- Gaspar y Rimbau, Enrique (1901). La Tudó.
- Palencia Álvarez, Ceferino (1901). Pepita Tudó.

### Hemerografía
- Beruete y Moret, Aureliano de; Puyol, Juliο (1916). «Goya, pintor de retratos». Boletín de la Real Academia de la Historia (Madrid) 68: 404-411. ISSN 0034-0626.
- García Gómez, Luis (2010). «Pepita Tudó: modelo de las majas de Goya». Madrid Histórico (27): 72-76. ISSN 1885-5814.
- García Gómez, Luis (2014). «¿Quién fue la modelo de Goya para las majas?». Pasea por Madrid (3): 22-35.
- Heraldo de Madrid (2 de febrero de 1901). «Pepita Tudó». Heraldo de Madrid (3734): 4.
- Viñas, Elena (20 de noviembre de 2014). «¿A quién retrató Goya en Las Majas?». El Imparcial.
- Vozmediano, Elena (1 de agosto de 1996). «Goya». Arte y Parte (4): 166-168. ISSN 1136-2006.